# Jiří Pecha
Jiří Pecha (Třebíč, 1944. november 12. – Brno, 2019. február 28.) cseh színész.

## Filmjei
Mozifilmek
- Balada pro banditu (1979)
- Elakadás (Kalamita) (1982)
- A groteszk vadászat (Poslední leč) (1982)
- Hele, on letí! (1984)
- Čarovné dědictví (1986)
- A bolond és a királynő (Šašek a královna) (1988)
- Štek (1988)
- Lepší je být bohatý a zdravý než chudý a nemocný (1992)
- Az örökség, avagy gútentág faszikáim (Dědictví aneb Kurvahošigutntag) (1992)
- Elfelejtett fény (Zapomenuté světlo) (1996)
- Lotrando a Zubejda (1997)
- Do nebíčka (1997)
- Stůj, nebo se netrefím (1998)
- Szeretteink (Všichni moji blízcí) (1999)
- Élet mindenáron (Musíme si pomáhat) (2000)
- Tájkép (Krajinka) (2000)
- Kiűzetés a Paradicsomból (Vyhnání z ráje) (2001)
- Kruh (2001)
- Pupendo – Irány a tenger! (Pupendo) (2003)
- Az Úr angyala (Anděl Páně) (2005)
- Svatba na bitevním poli (2008)
- Peklo s princeznou (2009)
- Babovřesky (2013)
- Kovář z Podlesí (2013)
- Dědictví aneb Kurvaseneříká (2014)
- Babovřesky 2 (2014)
- Babovřesky 3 (2015)
- Anděl Páně 2 (2016)

Tv-filmek
- Kdo chytá stestí za pacesy (1979)
- O chytrém sachovi (1983)
- Zelený ptácek (1984)
- Sahrazád (1985)
- Prípad zárlivého muze (1986)
- O líné Pepině (1991)
- Pozirac medvedu (1996)
- O Drzgreslovi a Drzdukátovi (1997)
- Písen o lítosti (1999)
- O bojácném Floriánkovi (1999)
- Svatá noc (2001)
- Cerný slzy (2002)
- Cáry báby Cotkytle aneb Tri zlaté zuby deda Vseveda (2002)
- To vánocní sturmování aneb Pokoj lidem dobré vule (2004)
- Revizor (2004)
- O sevci Ondrovi a komtesce Julince (2005)
- A kéményseprőinas és a cukrász lánya (O kominickém ucni a dceri cukráre) (2007)
- Ceský Honza (2008, hang)
- Les mrtvých (2009)
- Snezný drak (2013)

Tv-sorozatok
- Bylo nás pět (1994, hat epizódban)
- Bubu a Filip (1996, egy epizódban)
- Cetnické humoresky (1997, egy epizódban)
- Cerní baroni (2004, hat epizódban)
- Redakce (2004, egy epizódban)
- Strázce dusí (2005, egy epizódban)
- Dobrá čtvrť (2005–2008, 20 epizódban)
- 3+1 s Miroslavem Donutilem (2006, egy epizódban)
- Spackovi v síti casu (2013, nyolc epizódban)
- Stopy zivota (2015, egy epizódban)
- Doktor Martin (2016, egy epizódban)
- Labyrint (2017, két epizódban)